# 寺島隆太郎

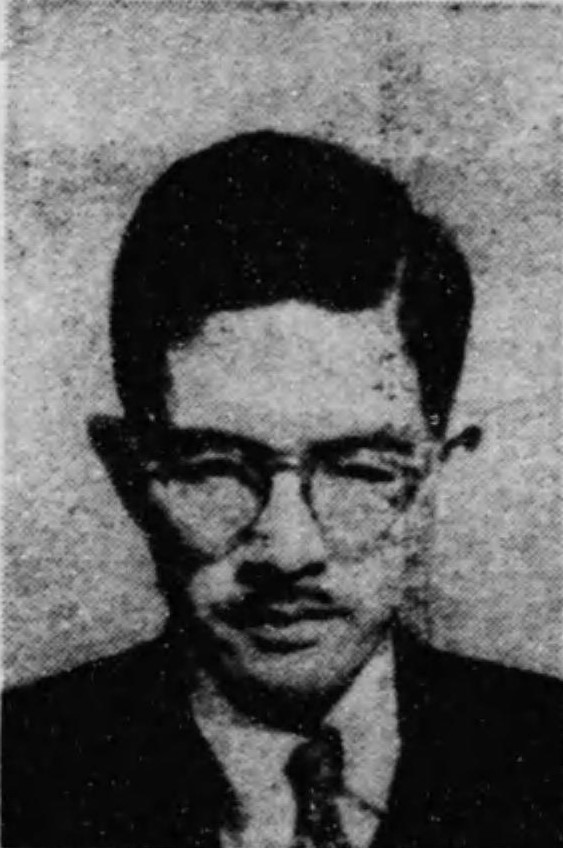
寺島隆太郎

寺島 隆太郎（てらしま りゅうたろう、1912年3月31日 - 1964年7月31日）は、衆議院議員（8期）。正四位勲二等。農政問題に関する政策の大家と呼ばれた。

## 略歴
1912年（明治45年）千葉県香取郡（現・旭市）生まれ。萬歳小学校卒業後、佐原中学校に入学するも寄宿生活が合わず、千葉県立旭農学校に再入学する。1933年（昭和8年）大東文化学院卒業後、報知新聞社入社。
1946年（昭和21年）第22回衆議院議員総選挙千葉選挙区初当選（無所属）。1947年（昭和22年）3月第1次吉田内閣厚生参与官、同年4月第23回衆議院議員総選挙千葉2区当選（民主党）。1948年（昭和23年）第24回衆議院議員総選挙当選。1950年（昭和25年）3月第3次吉田内閣賠償政務次官。同年7月衆議院厚生委員長。1952年（昭和27年）第25回衆議院議員総選挙当選（自由党）。1953年（昭和28年）第26回衆議院議員総選挙当選（自由党吉田派）。
1955年（昭和30年）第27回衆議院議員総選挙落選。1958年（昭和33年）5月第28回衆議院議員総選挙当選（自由民主党）。同年6月米価審議会委員。1959年（昭和34年）衆議院国土総合開発特別委員長。1960年（昭和35年）第29回衆議院議員総選挙当選。1962年（昭和37年）8月衆議院科学技術振興対策特別委員長、1963年（昭和38年）11月第30回衆議院議員総選挙当選。
1964年（昭和39年）在職中に死去。